# Iron Man 2 (videojuego)
Iron Man 2 es un videojuego de 2010 vagamente basado en la película del mismo nombre. Fue lanzado el 4 de mayo de 2010, días antes del lanzamiento internacional de la película y días antes del lanzamiento doméstico de la misma. El juego es publicado una vez más por Sega y desarrollado por Sega Studios San Francisco (Xbox 360 & PlayStation 3), High Voltage Software (Wii y PlayStation Portable) y Gameloft (Wireless).
El juego cuenta con las voces de Don Cheadle y Samuel L. Jackson, repitiendo sus papeles en la película, y Lamb of God grabó una canción exclusiva para el juego, "Hit the Wall". Además, el juego ha creado una historia original escrita por escribiente de The Invincible Iron Man Matt Fraction y el director creativo de Sega Kyle Brink. La historia se desarrolla después de la trama de la película, mientras que la versión para iPhone está pegada a la trama de la película.

## Jugabilidad
Los jugadores pueden jugar como Iron Man o Máquina de Guerra, cada uno con su propio estilo de juego único. Mientras que Iron Man es más pulcro y se basa mucho más en las armas de energía, Máquina de Guerra está equipado con armamento más pesado y armadura más resistente. Iron Man puede elegir entre varios trajes de armadura, incluyendo las Marks 2 hasta la Mark 6. Los jugadores pueden personalizar las actualizaciones y las armas de la armadura. El control de vuelo ha sido mejorado, así como de combate cuerpo a cuerpo, permitiendo a los jugadores acercarse a la tierra. La inteligencia artificial también ha sido mejorada desde el título anterior (fijando la cuestión de la dificultad difícil del último juego al cargar inteligencia artificial en Iron Man, que muchos críticos citaron como el peor problema del juego anterior). Los nuevos enemigos son vistos, y el equipo ha trabajado para incorporar nuevas estrategias en el combate. Las armas se pueden cambiar durante el juego. En la versión de Wii/PSP, los gráficos son simplificados, diferentes sistemas de combate (no usados durante el combate cuerpo a cuerpo en el aire) y diferentes misiones son añadidos, pero se pega a la historia del juego. El volar a través de los niveles fue retirado, dejando a Iron Man flotar o caminar por el nivel. El punto de vista también fue cambiado. También hay "recompensas tecnológicas", que sirven como coleccionables y se utilizan como actualizaciones, mientras que las "cajas de munición" se utilizan para suministrar municiones.

## Sinopsis

### Argumento
El juego empieza con Iron Man defendiendo la Dataspine, una versión archivada de J.A.R.V.I.S., de unos atacantes hasta que una bomba de PEM es lanzada deshabilitando a Iron Man. Tres horas antes, Tony Stark ha grabado un mensaje de diario sobre cómo va a tener que defender la Dataspine, mencionando a la Compañía de Energía Roxxon y como trataron de duplicar la armadura de Iron Man. Tony luego es interrumpido por James "Rhodey" Rhodes, que dice que hay algunos problemas en los Archivos Stark. Luego de lo de la bomba de PEM, la reserva de energía en la armadura de Iron Man se activa, y tras la recuperación, Iron Man se entera de que Roxxon está detrás del ataque. Él decide que debe destruir la Dataspine para evitar que Roxxon consiga los archivos. Afuera, James, con su armadura de Máquina de Guerra, intercepta algunas naves de Roxxon. 
Iron Man se pone en contacto con el director de S.H.I.E.L.D., Nick Furia que le informa que los separatistas bajo el mando de un General Shatalov han tomado el control de la instalación de Tesla. Durante la escolta de Iron Man de las fuerzas de helicópteros de S.H.I.E.L.D., ellos son atacados por una plataforma de batalla llamada el Armígero Roxxon. Después de destruirlo, Iron Man y Máquina de Guerra se dirigen a un crucero de batalla y lo destruyen, descubriendo que el Armígero era manejado por control remoto. Descubren que Shatalov está trabajando con el grupo terrorista A.I.M. para crear el traje Dínamo Carmesí para él. Después de descubrir que el traje está siendo desarrollado en una planta de energía en Siberia, Furia menciona que ha enviado a Natasha Romanoff, la Viuda Negra, a espiar la planta.
En la planta, Shatalov se pone en contacto con Kearson DeWitt de A.I.M. que le dice que hay una espía en sus filas, y le desagrada que trajera a S.H.I.E.L.D. a su puerta. Shatalov ordena preparar la armadura de Dínamo Carmesí e informa a sus hombres de que su conexión con A.I.M. se ha roto. Iron Man encuentra y protege a Natasha de los hombres de Shatalov y un transporte de S.H.I.E.L.D. es enviado a su ubicación. Natasha es extraída mientras Iron Man y Máquina de Guerra pelean contra Shatalov en su armadura de Dínamo Carmesí. El derrotado Shatalov revela que A.I.M. estaba detrás del robo de la IA de J.A.R.V.I.S. y planeaba usarlo para crear a Último.
El equipo descubre que Kearson DeWitt estaba detrás del ataque liderado por Shatalov y que había trabajado anteriormente en la División Teórica de Armas de Stark hasta que Tony la cerró. Aparte de que Kearson trabaja en el prototipo del reactor arc, Pepper Potts también revela que él tenía un proyecto secreto llamado PROTEAN. Dentro de una base de A.I.M., Kearson utiliza su tecnología PROTEAN para fusionarse con un enorme traje de metal y convertirse en Último. Con la fusión completa, Kearson ha actualizado a sus hombres con implantes de PROTEAN. Al llegar a la base, Máquina de Guerra pelea con aviones no tripulados PROTEAN mientras que Iron Man busca a Kearson. J.A.R.V.I.S. detecta a Último poco después de que la base es asegurada con la ayuda de S.H.I.E.L.D.
Mientras tanto el helitransporte de S.H.I.E.L.D. es atacado, y Iron Man lo protege de los aviones no tripulados de Kearson. Cuando Máquina de Guerra derrota un Armígero Arc lanzado sobre el helitransporte, Iron Man decide reprogramarlo. Usando al Armígero Arc reprogramado, Iron Man y Máquina de Guerra asaltan la base de A.I.M. en Malasia. Cuando el gigante Último llega, Máquina de Guerra desactiva algunos de sus reactores arc mientras Iron Man pelea contra Kearson/Ultimo dentro. Tras derrotar a Kearson/Ultimo, Iron Man se entera de que los efectos en Kearson son irreversibles. Máquina de Guerra acaba con Último mientras el helitransporte lo choca. Después, J.A.R.V.I.S. le dice a Tony que le prometa nunca dejar a nadie tener acceso a su programación de nuevo.

## Reparto
- Don Cheadle - Máquina de Guerra / Ten. Cor. de la FAEU James "Rhodey" Rhodes
- Phil LaMarr - Máquina de Guerra (diálogo adicional)
- Samuel L. Jackson - Director de S.H.I.E.L.D. Nicholas "Nick" Fury
- John Eric Bentley - Nick Fury (diálogo adicional)
- Eric Loomis - Iron Man / Anthony "Tony" Stark
- Meredith Monroe - Virginia "Pepper" Potts
- Catherine Campion - Viuda Negra / Natasha Romanoff
- Dimitri Diatchenko - Dínamo Carmesí / Coronel General Valentin Shatalov
- Andrew Chaikin - J.A.R.V.I.S.
- Doug Boyd - Kearson DeWitt / Último
- Cedric Yarbrough - Potencia de Fuego / Jack Taggert*
- Steven Blum - Fantasma*, Macero / Brendan Doyle*
- Eric Goldberg, Catherine Campion, Kid Beyond, Roger L. Jackson, Adam Harrington - Soldados de A.I.M.

*El personaje aparece sólo en las versiones para PSP, Wii y móvil.

## Armaduras utilizables
- Mark IV:Armadura principal del juego, con ella es obligatorio jugar parte del nivel 1
- War Machine:Piloteada por el coronel James Rhodes, con ella es obligatorio jugar parte del nivel 1, el nivel 6 y parte del nivel 8
- Mark VI:Es desbloqueada sí se pasa con éxito el primer nivel
- Mark II:Es desbloqueada sí pasas con éxito el segundo nivel
- Traje clásico Mark I:Sacadá de los cómics, es desbloqueada sí pasas con éxito el tercer nivel
- Traje Extremis:Otra armadura sacada de los cómics,es desbloqueada sí pasas con éxito el cuarto nivel
- Mark V:Está armadura no es desbloqueable y sólo se usa en el nivel 5
- Mark III:Es desbloqueada sí pasas con éxito el quinto nivel
- Traje clásico Mark III:Otra armadura sacada de los cómics,es desbloqueada sí pasas con éxito el sexto nivel
- Traje Centurion plateado:Otra armadura sacada de los cómics,es desbloqueada sí pasas con éxito el séptimo nivel
- Traje Ultimate:Otra armadura sacada de los cómics(en este caso del universo ultimate,una remordenizacion del universo marvel tradicional),es desbloqueada sí pasas con éxito el octavo y último nivel.

## Desarrollo
Iron Man 2 fue escrito por el escritor de The Invincible Iron Man Matt Fraction y el director creativo de Sega Kyle Brink. El juego también incluye una canción exclusiva grabada por Lamb of God, "Hit the Wall", junto con una banda sonora compuesta con otras bandas.

### Audio
A diferencia del videojuego original de Iron Man, Robert Downey Jr. no repite su rol como Iron Man; el héroe principal es reemplazado por la voz de Eric Loomis, quien pasaría a interpretar al personaje en la serie animada The Avengers: Earth's Mightiest Heroes. Don Cheadle y Samuel L. Jackson repiten sus roles como Máquina de Guerra y Nick Furia, respectivamente. Cheadle y Jackson son los únicos actores en volver a poner su voz en las contrapartes del videojuego. Los actores veteranos de voz Steven Blum y Phil LaMarr también prestan su talento, Phil LaMarr ofrece un diálogo adicional para el personaje Máquina de Guerra. John Eric Bentley también provee diálogo adicional para Nick Furia.
En el doblaje castellano realizaron una inversión mínima, dando lugar a unos actores de doblaje amateur.

## Recepción
El juego recibió generalmente comentarios desfavorables, con los resultados de Metacritic de 44% y 45% para las versiones de PlayStation 3 y Xbox 360 respectivamente. No hay división entre los críticos si es o no una mejora de su predecesor. IGN le dio a este juego una puntuación de 5.1, afirmando que era una mejora de su predecesor, pero no llegan a alcanzar la marca. Citaron gráficos malos del juego, la duración de cinco horas, esquivar y acción reiterativos y no un verdadero reto el juego, haciendo que el sistema de actualización innecesario. IGN también le dio una puntuación de 5.5 a la versión de Wii y 4.9 a la versión de PSP. Gamestate le dio un 4,0 diciendo que era uno de los peores juegos de la casa de los medios de comunicación que se haya jugado alguna vez. Michael Lafferty de GameZone le dio un 4,5, que en última instancia, dijo: "Mira la película, lee el libro de historietas, pero pásate el juego." Gamespot le dio un 4,5 a Iron Man 2 para Xbox 360, dijo que sus mejoras y neutros sus sensaciones, teniendo toda la diversión de ser un superhéroe de alta tecnología. La revista Empire le dio una estrella llamándolo un "raro fracaso de Sega" y también indica que la experiencia se sentía como un juego de principios de PlayStation